# 天主教罗萨诺-卡里亚蒂总教区
天主教罗萨诺-卡里亚蒂总教区是罗马天主教在意大利南部卡拉布里亚大区设立的一个总教区，1460年罗萨诺升格为总教区，没有附属教区。1979年卡里亚蒂总教区并入。